# Ізнелло
Ізнелло (італ. Isnello, сиц. Isneddu) — муніципалітет в Італії, у регіоні Сицилія,  метрополійне місто Палермо.
Ізнелло розташоване на відстані близько 460 км на південь від Рима, 70 км на схід від Палермо.
Населення — 1550 осіб (2014).

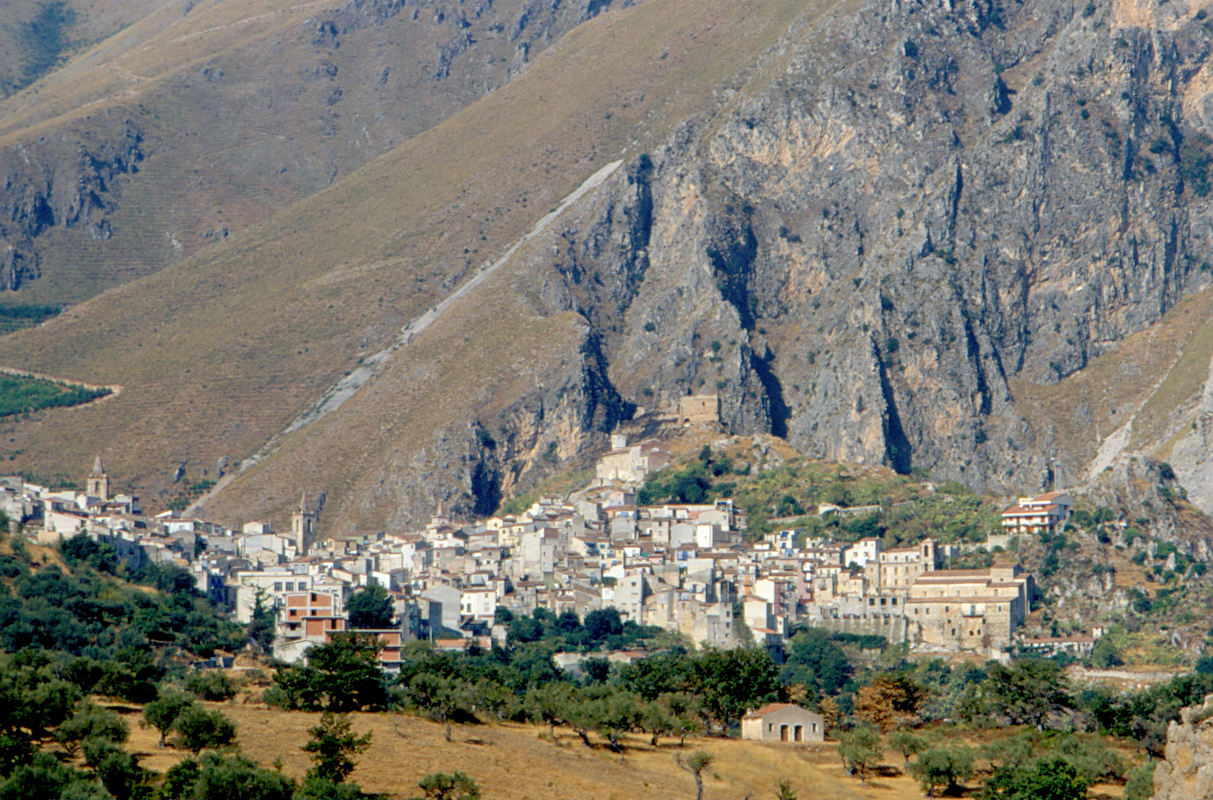

Щорічний фестиваль відбувається 7 вересня. Покровитель — святий Миколай.

## Демографія
Населення за роками:

Станом на 1 січня 2023 року в муніципалітеті офіційно проживало 7 іноземців з 4 країн, серед них 4 громадяни країн Євросоюзу.

## Сусідні муніципалітети
- Кастельбуоно
- Чефалу
- Коллезано
- Граттері
- Петралія-Соттана
- Поліцці-Дженероза
- Шиллато